# Claudio di Vienne
Claudio (fl. V secolo) è stato un vescovo di Vienne intorno al 440; è venerato come santo dalla Chiesa cattolica.

## Biografia
Verosimilmente governò la diocesi intorno al 440.
Partecipò al concilio di Orange nel 441 e al sinodo di Vaison nel 442.
Fa parte di quei cinquanta vescovi che ressero la diocesi dalle origini del periodo romano al periodo carolingio fino all'anno mille, che sono stati tutti canonizzati.